# Coração branquial
Os corações branquais são órgãos acessórios em cefalópodes cuja função é ajudar o coração sistémico principal a bombear sangue. Cada um destes órgãos é constituído por uma única cavidade e encontram-se emparelhados na base das guelras.